# 布拉什普雷里 (華盛頓州)
布拉什普雷里（英語：Brush Prairie）是美国华盛顿州克拉克县的一個普查规定居民点（CDP），2000年美國人口普查時人口為2,384人。
根據華盛頓州地區人均所得，布拉什普雷里在華盛頓州522個地區中排第57名。

## 著名人士
- 丹·迪考——前NBA球員，現於義大利打球。